# راسيل بانكس
راسيل بانكس (بالإنجليزية: Russell Banks)‏ (و. 1940  م-2023) هو كاتب سيناريو، وروائي، وكاتب أمريكي، ولد في نيوتن، هو عضوٌ في الأكاديمية الأمريكية للفنون والآداب، والأكاديمية الأمريكية للفنون والعلوم. توفي في 7 يناير عام 2023 في منزله بعد صراع مع المرض، وعرف عنه تضامنه مع الشعب الفلسطيني، والطبقات الكادحة في العالم.

## التعليم
تعلم في جامعة ولاية كارولينا الشمالية في تشابل هيل.

## جوائز
حصل على جوائز منها:
- جائزة أنسفيلد - وولف  [لغات أخرى]‏ (1999)
- الجوائز الأميركية للكتاب (1982)
- زمالة غوغنهايم
- زميل الأكاديمية الأمريكية للفنون والعلوم.

## وصلات خارجية
- راسيل بانكس على موقع IMDb (الإنجليزية)
- راسيل بانكس على موقع الموسوعة البريطانية (الإنجليزية)
- راسيل بانكس على موقع ميوزك برينز (الإنجليزية)
- راسيل بانكس على موقع إن إن دي بي (الإنجليزية)
- راسيل بانكس على موقع قاعدة بيانات الفيلم (الإنجليزية)
- راسيل بانكس في قاعدة بيانات الأفلام على الإنترنت